# ليا مكلارين
ليا مكلارين (بالإنجليزية: Leah McLaren)‏ (7 نوفمبر 1975)؛ مؤلفة، صحفية وروائية كندية. درست في جامعة ترينت.

## روابط خارجية
- ليا مكلارين على موقع IMDb (الإنجليزية)